# 木花開耶姬
俗稱的木花開耶姬（コノハナノサクヤビメ，木花咲耶姫）乃《日本書紀》之寫法，又叫做鹿葦津姬、神吾田津姬、神吾田鹿葦津姬、吾田鹿葦津姬、豐吾田津姬等，《古事記》裡則寫成神阿多都比賣、木花之佐久夜毘賣。祂是日本神話裡的女神，大山津見的女兒、石長比賣的妹妹，天津彥彥火瓊瓊杵尊之妻。

## 概要

### 日本書紀之記載
據《日本書紀》卷第二記錄天孫降臨的故事中，天津彥彥火瓊瓊杵尊到達吾田國（今南薩摩市）長屋笠狹之碕時，遇到一名自號事勝國勝長狹之人，此人請天孫在該地任意遊之，又遇到一美人名喚鹿葦津姬，亦名神吾田津姬、木花之開耶姬。天孫得知此美人乃大山祇神之女，故臨幸之，而一夜有妊娠。天津彥彥火瓊瓊杵尊不相信鹿葦津姬一夜之間便有身孕，質疑祂與他人私通，後者忿恨之下自築一無戶室，並入居其內。祂發誓說：「如果我所生不是祢的胎兒則難產，若是祢的胎兒則火不能害。」遂放火燒室，頭一個產下火闌降命，為隼人之始祖；次生彥火火出見尊；再生火明命，乃尾張連始祖。
次段第二種說法則謂天津彥火瓊瓊杵尊自頓丘覓國行去，於浮渚立一宮殿，在海濱見一美人，得知是大山祇神之女，名曰神吾田鹿葦津姬、木花開耶姬，而其姊為磐長姬。天孫愛慕神吾田鹿葦津姬，向大山祇神徵詢其意；後者乃使二女持百機飲食奉進。不過天津彥火瓊瓊杵尊嫌棄磐長姬之長相醜陋，只有臨幸鹿葦津姬，而一夜有身。磐長姬憤懣地詛咒說：「如果天孫不排斥我，生兒永壽，有如磐石之常存；但是天孫只喜歡我妹妹，生下的胎兒必如木花般驟逝。」另一說為磐長姬恥恨啜泣著說：「蒼生就像木花般脆弱易逝」。
接著第三種說法裡，神吾田鹿葦津姬縱火燒房時先產下火明命、次生火進命，又號火酢芹命、再生火折彥火火出見尊。神吾田鹿葦津姬以竹刀割斷臍帶，所丟棄的竹刀化成竹林，故地名曰竹屋。後來神吾田鹿葦津姬在此地定居，並以占卜方式決定哪座稻田出產之稻米獻給天神，名之為「狹名田」。所生之稻穗釀製天甜酒，所生之淳浪田稻煮成飯。
第五種說法提到天孫臨幸大山祇神之女吾田鹿葦津姬，一夜有身，遂生四子。吾田鹿葦津姬抱著四子晉見天孫，卻遭質疑與人私通，否則為何一夜有身孕。憤怒的吾田鹿葦津姬做無戶室，入居其內並發誓說：「我所生若是天孫的兒子則平安，若不是則亡。」遂放火燒屋，火燒剛開始時有一子說：「吾乃天神之子，名火明命，吾父在何處？」；火勢旺盛時另一子開口：「吾乃天神之子，名火進命，吾父及兄在何處？」；火勢衰退時又一子出聲：「吾是天神之子，名火折尊，吾父及兄等在何處？」；避火熱時最後一子說：「吾是天神之子，名彥火火出見尊，吾父及兄等在何處？」最後吾田鹿葦津姬自灰燼中走出來，說道：「妾與所生之四子在火炎中沒有受傷，天孫看到了嗎？」復對四子曰：「我知道你們都是我的孩子，可是一夜有身而遭受懷疑。為了讓眾人知道你們是天神讓我一夜有身而產下的孩子，且你們有靈異之威、超倫之氣，我才會發下那些誓言啊！」。
第六種說法提及天孫天國饒石彥火瓊瓊杵尊降至葦原中國，到吾田國笠狹之御碕，遂登長屋之竹島。遇到事勝國勝長狹時詢問：「在浪花上的八尋殿裡，有位手玉玲瓏、正在織布的少女是誰？」長狹回答是大山祇神之女，年長者名磐長姬，年幼者名木花開耶姬，亦號豐吾田津姬。天孫因而臨幸豐吾田津姬，一夜有身，引起天孫懷疑。豐吾田津姬遂生火酢芹命、火折尊（亦號彥火火出見尊）等二子，並發誓這是天孫之後嗣。
第七種說法說天杵瀨命娶吾田津姬，產下火明命、火夜織命、彥火火出見尊等三子。
其次第八種說法謂正哉吾勝勝速日天忍穗耳尊娶高皇産靈尊之女天萬栲幡千幡姬，產下天照國照彥火明命，是尾張連等遠祖；次生天饒石國饒石天津彥火瓊瓊杵尊。後者娶大山祇神之女木花開耶姬命爲妃，生兒火酢芹命、彥火火出見尊等。

### 古事記之記載
按《古事記》上卷之記載，天津日高日子番能邇邇藝能命在笠紗御前遇見一美女，問明後得知乃大山津見神之女神阿多都比賣，亦名木花之佐久夜毘賣，且姊神為石長比賣。邇邇藝能命表達了欲娶木花之佐久夜毘賣的想法，後者表示應詢問其父的意見。大山津見神很高興，送上姊姊石長比賣手持百具餔食之物，但邇邇藝能命見到面相醜惡的石長比賣，將之退還，並與妹妹木花之佐久夜毘賣睡了一夜。
大山津見神見到大女兒被退回而感到恥辱，並說道：「我所以一起送上兩個姊妹，是因為石長比賣能使天神御子的壽命雖經風吹雨淋，仍像石頭一樣永固不移。木花之佐久夜姬者，如木花（即櫻花）之繁盛，故立誓奉獻二女。如今天神御子選擇送還石長比賣、獨留木花之佐久夜毘賣，木花雖然開得美麗繁榮，卻稍縱即逝，那麼天神御子的壽命便有如木花般脆弱。」因此到現在為止，一般天皇的壽命都不長。
後來木花之佐久夜毘賣向邇邇藝能命說：「我懷孕了，現在即將臨盆。由於肚子裡是天神的御子，不得私產，故前來詢問您的意見。」後者卻回答：「一個晚上便懷孕有身，這應該不是我的種，而是其他國神的吧！」前者接著說：「我所懷的胎兒假如是國神之子，一定會難產，若是您的兒子則順產。」因此木花之佐久夜毘賣做了一座沒有門戶的八尋殿，走入其內並以黏土封閉。臨盆之際以火燃燒此殿，正當烈火熊熊燃燒時產下之子，名曰火照命（ほのてらす の みこと/ほのてる の みこと/ほのてり の みこと），為隼人阿多君之祖；次生火須勢理命（ほのすせり の みこと）；復生火遠理命（ほをり の みこと），又名天津日高日子穗穗手見命。

## 解說
相傳古代日本在七夕夜裡為了迎接遠道而來的天神，在水邊搭建棚子，由精心挑選出來的巫女在棚子裡織布，稱之為「棚織女」（たなばたつめ）。迎神時必須舉行袪除污穢的淨化儀式「禊祓」（みそぎはらえ），以示對天神的尊敬。這個習俗的來源，即來自上一段《日本書紀》卷第二裡的第六種說法，天國饒石彥火瓊瓊杵尊詢問事勝國勝長狹關於坐在浪花上八尋殿之織女的橋段。
神名「木花開耶」有著如櫻花般盛開的美女之意，而《古事記》記載的「神阿多都比賣（カムアタツヒメ）」的「阿多」乃薩摩國阿多郡阿多鄉（今為鹿兒島縣南薩摩市的舊金峰町周邊），故神阿多都比賣為阿多隼人之祖神，也有人認為該女神為此部落酋長之女，與大和聯姻。
再者，上一段《日本書紀》卷第二裡的第三種說法提及狹名田（今鹿兒島縣霧島市）之稻穗釀製天甜酒，該神話故事衍生成後人稱呼大山津見神為「酒解神」（サカトケノカミ）、木花開耶姬乃「酒解子神」（サカトケコノカミ），供奉於京都府京都市右京區的梅宮大社。

## 信仰
神道認為木花開耶姬是富士山的女神和櫻花之神，傳說她能護佑富士山不噴發；因其廟位於富士山終年積雪之高處，故其神像多穿白色衣物。在日本主祭木花開耶姬的神社除了各地之淺間神社外，另計有下列：
- 富士山本宮淺間大社（靜岡縣富士宮市）：日本各地淺間神社之總本宮。
- 比比多神社（神奈川縣伊勢原市）
- 志波姬神社（宮城縣栗原市）
- 大宮子易兩神社（山形縣西置賜郡小國町）
- 縣神社（京都府宇治市）
- 阿陀比賣神社（奈良縣五條市）：稱為「阿陀比賣命」。
- 梅宮大社（京都府京都市右京區）：稱為「酒解子神」。
- 細石神社（福岡縣糸島市）：與磐長姬命一同供奉。

## 內部連結
- 大山津見
- 天津彥彥火瓊瓊杵尊
- 石長比賣
- 火闌降命
- 火折尊
- 女狹穗塚（日语：女狭穂塚）

## 外部連結
- （日語）木花咲耶姫命 （页面存档备份，存于）
- （日語）富士山本宮浅間大社 （页面存档备份，存于）